# Christian Volkmann
Christian Volkmann (* 5. Dezember 1981 in Hanau) ist ein deutscher Schauspieler. 
Sein Abitur machte Volkmann an der Hohen Landesschule in Hanau, wo er die Leistungskurse Deutsch und Geschichte belegt hatte. Er absolvierte sein Schauspielstudium an der Hochschule für Musik und Darstellende Kunst in Frankfurt am Main.
Einem breiteren Publikum wurde er mit seinem Fernsehdebüt in der ARD-Vorabendserie Marienhof in der Rolle als David Verhaag bekannt, in der er von 2007 bis 2010 zu sehen war.

## Filmografie (Auswahl)
- 2007–2010: Marienhof
- 2012: Die Rosenheim-Cops – Zu hoch hinaus